# Pista microlobata
Pista microlobata är en ringmaskart som beskrevs av Hessle 1917. Pista microlobata ingår i släktet Pista och familjen Terebellidae. Inga underarter finns listade i Catalogue of Life.